# Dartmouth Peak
Der Dartmouth Peak ist ein Berg von 3320 m Höhe, der 4,5 km ostnordöstlich des Mount McClintock im zentralen Teil der Britannia Range aufragt.
Das Advisory Committee on Antarctic Names benannte ihn 2000 in Anlehnung an die Benennung der Range nach der britischen Hafenstadt Dartmouth, die von 1863 bis 1905 Ort der Kadettenausbildung der Royal Navy war.